# Stoßdorf (Luckau)

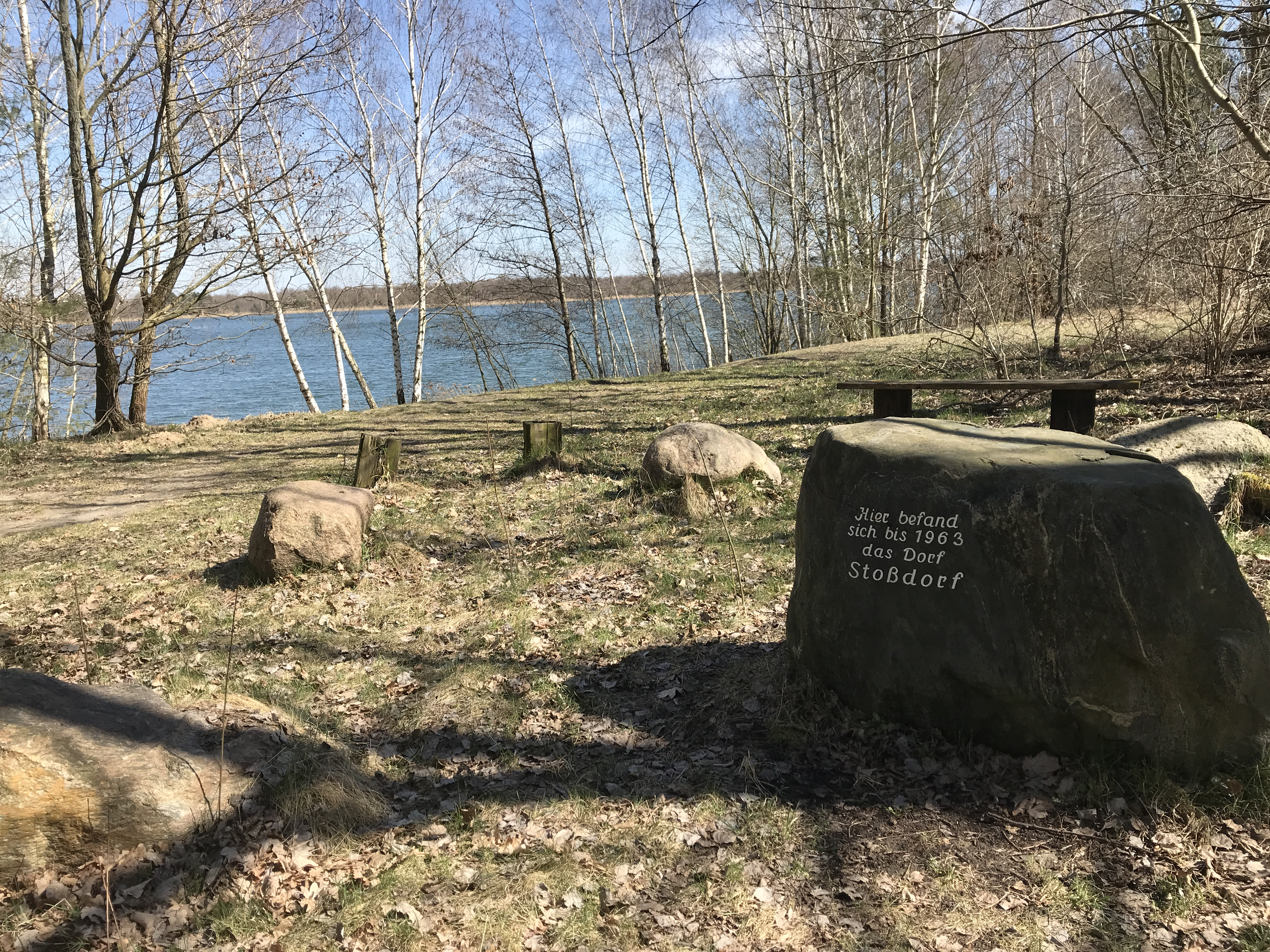
Findling am ehemaligen Ort

Stoßdorf (niedersorbisch Štotupk) war ein Ort östlich von Luckau (Landkreis Dahme-Spreewald, Brandenburg), der 1963/4 devastiert und anschließend im Braunkohlentagebau Schlabendorf-Nord verschwand. An der Stelle des devastierten Ortes liegt heute der Stoßdorfer See, der zur Gemarkung Egsdorf, einem Ortsteil der Stadt Luckau gehört.

Egsdorf und Stoßdorf, Ausschnitt aus dem Messtischblatt 4148 Luckau (damals Nr. 2323) von 1919

## Geographie
Stoßdorf lag ungefähr acht Kilometer südöstlich von Luckau, etwa ein Kilometer östlich von Egsdorf. Die sehr kleine Gemarkung grenzte im Norden an Stöbritz, im Osten an Hindenberg, im Süden an Tornow und Schlabendorf und im Westen an Egsdorf. Das kleine Flüsschen Wudritz floss nordwestlich am Ort vorbei. Der Ortskern lag auf etwa 61 m ü. NHN.

## Geschichte
Nach Rudolf Lehmann wurde Stoßdorf 1527 erstmals urkundlich erwähnt. Nach Woldemar Lippert passt aber eine Urkunde von 1441, in dem ein Stotuff genannt ist, sehr gut auf diesen Ort, d. h., dass die Erstnennung von Stoßdorf auf 1441 zurückverlegt werden müsste. Dabei könnte es sich aber auch um den Ort Stottoff bei Lübbenau handeln, da dieser damals bereits urkundlich bekannt war. Nach Körner handelt es sich um einen imperativischen Namen stoß auf, der in der niederdeutschen Lautung Stotup ins niedersorbische übernommen wurde. Es handelt sich wohl um eine Ausbausiedlung.

### Vorgeschichte
Die Gemarkung von Stoßdorf war auch schon in vorgeschichtlicher Zeit besiedelt. Ein auf der Gemarkung Stoßdorf gefundenes langes Feuersteinbeil wird in die Jungsteinzeit datiert. Bronzenadeln und drei Gräberfelder sind in die Bronzezeit zu datieren. Auch 1959 wurden bronzezeitliche Funde gemacht.

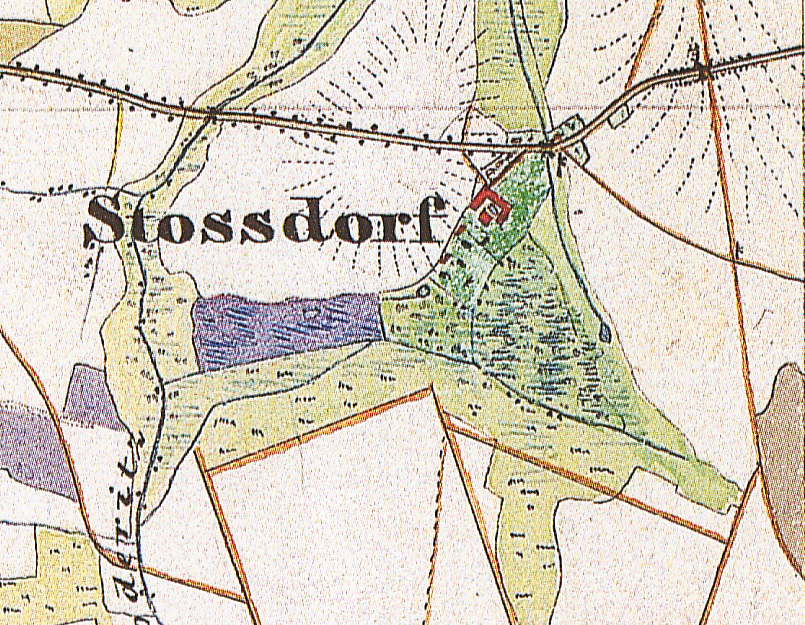
Stoßdorf auf dem Urmesstischblatt 4148 Luckau von 1847

### Besitzgeschichte
Da es in der Niederlausitz auf engem Raum drei Orte mit sehr ähnlichen Namen gibt, der hier behandelte Ort Stoßdorf, das Vorwerk Stottoff bei Lübbenau und eine Wüstung Stassdorf/Stossdorf/Stossendorf bei Waltersdorf ist der Bezug von urkundlichen Belegen zu einem dieser drei Orte oft nicht klar.
Am 5. Dezember 1441 belehnte Landvogt Nickel von Polenz den Heinrich Crakow zu Lübben mit den von Hans von Buxdorf auf Stotuff aufgelassenen Freihof in Lübben und den von Jan von Buxdorf, zu Bornsdorf gesessen, und seinen Brüdern aufgelassenen Getreideeinkünften in Höhe von neun Maltern Korn und Hafer in Treppendorf. Jan von Buxdorf und seine Brüder, damals zu Zinnitz gesessen, hatten 1434 diesen jährlichen Zins von neun Malter Getreide (in Form von Korn und Hafer) in Treppendorf von Nickel von Zieckau (Czikow) in Lübben gekauft. Die Zuordnung des obigen Stotuff zu diesem Stoßdorf passt auch deshalb sehr gut, da die Familie von Buxdorf (oder auch von Bocksdorf) nachweislich 1439 Besitz im Nachbarort Schlabendorf hatte, etwas später ist Buxdorfscher Besitz auch im Nachbarort Tornow nachgewiesen. Stottoff (bei Lübbenau) kommt hierfür wohl nicht in Frage, da es zur Herrschaft Lübbenau gehörte. Stossendorf bei Waltersdorf ist 1489 und 1527 als wüste Dorfstätte belegt. Dass der Ort Stotuff zwischen 1434 und 1489 zur Wüstung wurde, scheint eher unwahrscheinlich, zumal die Hussitenzüge vorbei waren. Allerdings hatte die Familie von Buxdorf um 1439 das in der Nähe gelegene Bornsdorf mit seiner Burg erworben. Die Kunstdenkmäler vermuten eine Zerstörung des damaligen Bornsdorf, das durch die Kirchenruine Bornsdorf, etwa ein Kilometer entfernt vom heutigen Ortskern markiert ist in der Zeit der Hussitenkriege und ein Neuaufbau des Dorfes an der heutigen Stelle.
Der Nachbarort Schlabendorf war 1439 zum Teil im Besitz des Jan von Buxdorf; dort saß aber 1438 auch ein Heinrich von Zieckau. 1441 saß also der bereits genannte Hans von Buxdorf in Stoßdorf. Die weitere Geschichte von Stoßdorf ist danach zunächst nicht belegt.
Am 8. Oktober 1527 wurden die Brüder Johann, Peter und Christoph von Torgau mit dem Dorf Stoßdorf (Stosoff) belehnt. Es handelte sich aber um keine Neubelehnung, sondern um eine Wiederbelehnung nach dem Wechsel in manu dominate (Tod des böhmisch-ungarischen Königs Ludwig II. in der Schlacht bei Mohács), d. h., dass die Gebrüder von Torgau Stoßdorf schon einige Zeit vorher besaßen. Damals wurde der Wert des Gut auf 400 Gulden geschätzt, von denen sich eine Steuerschuld von 3 Gulden 6 Groschen und 3½ Pfennige ergab. Johann von Torgau verkaufte Stoßdorf 1536 an Johann von Wehlen, der zu dieser Zeit Kanzler des Landvogtes in Lübben war. 1543 wurde Johann von Wehlen vom damaligen Landvogt Albrecht Graf von Schlitz mit dem Besitz des aufgelösten Wilhelmiterklosters auf dem Frauenberg bei Lübben belehnt. Er konnte bei Lübben auch noch weiteren Besitz erwerben, darunter ein Freihaus in Lübben. Von den vier Söhnen des Johann von Wehlen (Christoph, Albrecht, Hans und Georg) scheinen nur zwei ein höheres Alter erreicht zu haben, denn Christoph erhielt den Frauenberg mit Zubehör, während das Freihaus in Lübben, der weitere Lübbener Besitz und Stoßdorf und einen Bauernhof in Egsdorf an Albrecht fielen. Albrecht von Wehlen verkaufte 1592 Stoßdorf und den Bauern in Egsdorf an Hans von Rochlitz d. Jü. auf Vorberg (devastiert, neun Kilometer nordnordwestlich von Calau). Hans von Rochlitz erhielt am 19. Juni 1592 den Lehnbrief über Stoßdorf mit dem Vorwerk und den Zinsen sowie die Zinsen und Pächte eines Bauern in Egsdorf; mitbelehnt waren seine Brüder Georg und Heinrich von Rochlitz auf Redlitz (ein Gemeindeteil des Ortsteils Groß Klessow der Stadt Lübbenau/Spreewald). Hans, Georg, Heinrich und Wolf von Rochlitz waren die Söhne des Hans von Rochlitz d. Ä. und der Margarethe von Peschen auf Vorberg. Der Wert des Gutes war immer noch mit 400 Talern angesetzt, von denen aber 9 Taler, 14 Groschen und 5 Pfennige Steuern zu entrichten waren.

### 17. Jahrhundert
1613 war von Stoßdorf 18 Groschen Königssteuer zu entrichten. Hans von Rochlitz d. Jü. scheint früh verstorben zu sein, denn seine Söhne Heinrich, Hans Caspar und Georg waren bei seinem Tod noch minderjährig und erhielten mit Georg von Lawalt zu Radewiese und Georg von Zschannitz zu Steinitz zwei Vormünder. Sie erhielten 1623 die Wiederbelehnung mit den von ihrem Vater ererbten Gütern Stoßdorf und den Bauern in Egsdorf. 1635 nach dem erbenlosen Tod des Caspar, wurden Heinrich und Georg nun auch mit dem Anteil ihres verstorbenen Bruders belehnt. Offenbar verstarben auch Heinrich und Georg ohne Leibeserben, denn der sächsische Kurfürst, der 1635 auch Markgraf der Niederlausitz geworden war, zog das Lehen als heimgefallenes Lehen ein. 1650 erwarb der kurfürstliche-sächsische Kassierer und spätere fürstlich-sächsisch-merseburgische Amtmann des Salzamtes Guben Johann Abraham Huhl (Huller) Stoßdorf und den Bauern in Egsdorf. 1651 kaufte er auch das Dorf Leibchel und legte 1655 den Lehnseid darüber ab. Ihm gehörte auch ein Anteil von Schuhlen. In die gesamte Hand aufgenommen waren für Stoßdorf sein Bruder Johann, kaiserlicher General-Proviantmeister und sein anderer Bruder Johann Friedrich Huhl. Bereits am 16. März 1652 verkaufte er Stoßdorf (ohne den Bauern in Egsdorf) für 2.200 Taler an den kurfürstlich-sächsischen Defensions-Hauptmann Hans Friedrich Schmid(t). Dieser wurde am 19. Juli 1655 und erneut am 13. Juni 1658 durch den Landvogt Freiherr von der Schulenburg mit Stoßdorf belehnt, eingeschlossen das Vorwerk, Ober- und Niedergericht, und die Zinsen und Pächte. Mitbelehnt war sein Bruder Tobias Schmidt, der fürstlich-sächsisch-altenburgischer Oberförster war, und auch Oberförster in Römhild im Fürstentum Sachsen-Coburg. Er wurde wegen Ehebruchs angeklagt und floh nach Ungarn in Kriegsdienste. Das Gut wurde nun verpachtet, die Pacht floss der Frau des Schmidt als Pension zu. Anscheinend wirtschafteten die Pächter das Gut herunter, denn Frau Schmidt und ihre Tochter traten ihre Ansprüche von 300 bzw. 100 Gulden an den Oberstaatssekretär Andreas Leddin ab. Das Lehen wurde als apert eingezogen, da sich auch der mitbelehnte Bruder nicht gemeldet hatte. Bis 1672 war dann Andreas Leddin tatsächlich Besitzer von Stoßdorf und von zwei Bauern in Klein Beuchow geworden. In diesem Jahr wurde Stoßdorf anscheinend versteigert. Cuno Christoph, Hans Heinrich und Georg Friedrich von Birckholtz, Besitzer des benachbarten Egsdorf und Kümmritz erhielten das Gut für 1245 Taler (oder 1422 Taler 18 Groschen?). Am 21. Dezember 1674 erhielten sie einen gemeinsamen Lehnsbrief über Stoßdorf, Egsdorf und Kümmritz. 1671 hatten ihnen schon Johann Abraham Huhl den einen Bauern in Egsdorf, den er sich beim Verkauf von Stoßdorf vorbehalten hatte verkauft. 1674 teilten die drei Brüder den Besitz. Egsdorf war auf 5.433 Gulden 10 Groschen und 6 Pfennige, Stoßdorf auf 1500 Gulden und Kümmritz auf 8.597 Gulden geschätzt worden. Der Rittmeister und spätere Generalmajor Georg Friedrich von Birckholtz erhielt Egsdorf und Stoßdorf, Hans Heinrich von Birckholtz Kümmritz und Cuno Christoph eine Geldabfindung in Höhe von 5.076 Gulden, die aber als Hypothek mit 1856 Gulden auf Stoßdorf und Egsdorf, und mit 3220 Gulden auf Egsdorf haften blieb. Georg Friedrich von Birckholtz erhielt 1675 und 1692 erneut Lehnbriefe über Stoßdorf und Egsdorf. Er war mit Ursula Magdalene von Mickwitz, Tochter des Caspar Gotthard von Mickwitz und der Anna Marie von Liebenau auf Groß Jehser verheiratet. 1675 schloss er mit ihr eine Ehestiftung in Höhe von 2000 Gulden ab. Noch vor 1694 verkaufte er Egsdorf und Stoßdorf an Erdmann Christian von Kleist, dem am 16. Juni 1697 mit Egsdorf und am 17. Juni 1698 mit Stoßdorf belehnt wurde. Doch Erdmann Christian von Kleist verkaufte Stoßdorf schon bald darauf für 3.700 Taler an Christoph Abraham von Metzradt auf Neudöbern, der am 12. September 1698 damit belehnt wurde.

### 18. Jahrhundert
Nur ein knappes Jahr am 30. Juni 1699 später verkaufte dieser Stoßdorf für 3.500 Taler an Marianne von Buxdorf, geb. von Klitzing aus dem Hause. Marianne von Klitzing hatte 1699 ihren Onkel Jacob Friedrich von Buxdorf aus dem Hause Schlabendorf geheiratet, der als ihr Lehnträger 1702 Stoßdorf erhielt. Mitbelehnt waren die Brüder der Marianne von Klitzing, Caspar Erdmann und Ernst Christian von Klitzing auf Seese. Marianne und ihr Mann Jacob Friedrich von Buxdorf bewirtschafteten das Gut nicht selbst, sondern setzen einen Pächter darauf, von 1697 bis 1703 erscheint dort Laßel von Rottenburg. Am 24. Mai 1710 verkaufte sie Stoßdorf an Johann Sigismund von Uttenhof. Er kaufte am 6. Oktober 1710 wiederkäuflich von Graf Lynar auch Gut und Dorf Groß Beuchow und musste dafür Stoßdorf mit 6000 Talern belasten. Anscheinend kam er in finanzielle Schwierigkeiten, denn am 17. Dezember 1716 verkaufte er Stoßdorf für 7500 Taler, ebenfalls auf Wiederkauf an Ulrich Gottfried von Wolfersdorf. Er konnte die Wiederkaufsoption tatsächlich realisieren, denn am 28. April 1721 verkaufte er Stoßdorf für 6525 Taler an Hans Caspar von Hohenstein, der er schon 1713 zu seinem Mitbelehnten aufgenommen hatte. 1727/28 war das Rittergut Stoßdorf an Johann Christoph Paschke verpachtet. Hans Caspar von Hohenstein starb am 1. April 1741 unter Hinterlassung der fünf Söhne Christoph Ehrenreich, August Wilhelm, Hans Sigismund, Friedrich Adolph und Wolf Ernst und der Tochter Johanna Luise. Die fünf Brüder von Hohenstein erhielten am 15. März 1742 die Belehnung mit Stoßdorf. Alle fünf Brüder standen in Militärdiensten und hatten außerdem Schulden zu begleichen. So verkauften sie Stoßdorf für 7000 Taler und 200 Taler Schlüsselgeld an den damaligen Hauptmann Christoph Ulrich von Zastrow, der am 15. März 1748 den Lehnseid leistete. Zastrow musste zunächst das Indigenat für das Markgraftum Niederlausitz beantragen, das er am 21. März 1747 auch erhielt. Christoph Ulrich von Zastrow war polnischer Major der Infanterie und Kriegskommissar der Niederlausitz. Mit seiner Frau Dorothea Elisabeth von Maltitz hatte er die Söhne Siegfried Franz Lorenz (getauft 4. November 1738), Caspar Wilhelm Philipp (getauft 8. Juni 1740) und Ernst Ulrich August (* 20. August 1740). Er starb am 11. Januar 1770 in Stoßdorf. Seine Söhne wurden am 23. November 1779 mit Stoßdorf belehnt. Da alle drei Söhne in der sächsischen Armee dienten, verkauften sie Stoßdorf am 26. Februar 1780 für 8.000 Taler einschließlich Schlüsselgeld an den Landesdeputierten Caspar Siegmund von Langen(n) auf Bornsdorf und Weißagk. Er erhielt am 28. Juli 1781 den Lehnbrief über Stoßdorf. Houwald vermutet einen Scheinkauf, denn am 5. Dezember 1781 verkaufte er das Gut für denselben Preis wieder an Ernst Ulrich August von Zastrow, den jüngsten der Zastrow-Brüder, die ihm das Gut zusammen verkauft hatten. Doch dieser behielt Stoßdorf nicht sehr lange und verkaufte es am 10. April 1794 für 11.600 Taler und 100 Schlüsselgeld an den Amtmann des Amtes Finsterwalde, Johann Christian Bader, der den Lehnbrief über Stoßdorf am 30. März 1795 erhielt.

### 19. Jahrhundert
Die raschen Besitzerwechsel setzten sich auch im 19. Jahrhundert fort. Am 24. Februar 1804 verkaufte Johann Christian Bader Stoßdorf für 22.000 Reichstaler an Preisgott Friedrich Erdmann von Obernitz. Noch im gleichen Jahr am 16. Oktober 1804 verkaufte er Stoßdorf mit sattem Gewinn für 24.800 Reichstaler an Johann Gottlob Günther. Johann Gottlob Günther ging 1814 in Konkurs. Aus der Konkursmasse konnte Johann Christian Schubka Stoßdorf für 10.000 Taler erwerben. Dieser verkaufte Stoßdorf am 10./13. Juni 1828 für 12.500 Taler an den Amtmann Carl Moritz Schwarz, der es am 4. Oktober 1833 für 13.200 Taler an Carl Sigismund Beuchel weiterveräußerte. Am 2. August 1842 kaufte der Rittergutsbesitzer Carl Kaempf Stoßdorf für 20.000 Taler., der es am 31. Juli 1846, allerdings mit Verlust, für 18.000 Taler an den Gutsbesitzer Wilhelm Louis Julius Schmidt weiterverkaufte. Nach Berghaus hatte das Rittergut um 1850 eine Fläche von 576 Morgen, davon waren 352 Morgen Äcker, 32 Morgen Wiesen und 136 Morgen Forst. Er erreichte die Allodifizierung, d. h. der Lehensbesitz wurde in Eigenbesitz umgewandelt. Riehl und Scheu (1861) bezeichnen ihn als Amtmann Schmidt. 1862 wurde das Gut für 42.000 Taler an Eduard August von Tschoppe verkauft, der das Gut auch noch 1864 und 1868 besaß. Schon 1879 war das Gut in den Besitz des Otto Magnus gekommen, der auch 1885 bzw. 1894 noch dort saß. Das Gut war damals 145 Hektar groß, von denen 126,9 ha Ackerland, 10 ha Wiesen und Weiden und 4 ha Wald waren. Der Grundsteuerreinertrag war 1.580 Mark. 1907 gehörte das Gut Stoßdorf einem Karl Kessler und seit 1912 Max Samberg (bis 1915). Danach erwarb es die Bergbau-AG Ilse, die damals schon die Region auf Braunkohle prospektierte. Nach dem Ersten Weltkrieg ging das Gut Stoßdorf in den Besitz der Deutschen Reichsbahngesellschaft über. Danach folgte als Besitzer die Berliner Elektrowerke. Nach dem Zweiten Weltkrieg wurde das Gut Versorgungsgut der Stadt Luckau. 1946 wurde es dann Landesgut und um 1952 wurde es als Nebengut dem Volkseigenen Gut Görlsdorf zugeordnet.

### Dorfgeschichte
Am 3. September 1699 brannte der kleine Ort und das Gut durch Blitzschlag nieder. Der damalige Besitzer Christof Abraham von Metzradt erhielt eine Schatzung von 400 Gulden zum Wiederaufbau des Dorfes. 1708 gab es außer dem Gut nur zwei Kossäten in Stoßdorf, die für das Gut arbeiteten. Auch für das Jahr 1718 wurden nur zwei Kossäten registriert; die Schatzung betrug nach wie vor 400 Gulden. 1723 gab es fünf Feuerstellen (Wohnhäuser), in denen drei Gärtner und zwei Büdner wohnten. Aus dem Jahr 1737 ist ein Streit zwischen dem damaligen Gutsbesitzer Hans Caspar von Hohenstein und seinem Pachtschäfer. Hans Caspar von Hohenstein hatte anscheinend entgegen der ursprünglichen Abmachung von seinem Pachtschäfer zusätzlich zum Pachtgeld zwei Groschen pro Schaf haben, was der Pachtschäfer ablehnte. Der Gutsherr ließ deshalb das Mobiliar des Schäfers beschlagnahmen. Der Schäfer wandte sich an die Oberamtsregierung in Lübben, die zu vermitteln suchte. Der Ausgang des Vermittlungsversuchs ist allerdings nicht bekannt. Inzwischen hatte sich der Schäfer um die Schäferei in Duben beworben, und sie 1737 gegen ein Pachtgeld von 100 Gulden auch bekommen. 1755 gab es 63 Konsumenten in Stoßdorf. Die durchschnittliche Ernte (in Dresdner Scheffel) betrug: 236 Scheffel Korn (Roggen), 22 Scheffel Weizen, 23 Scheffel Gerste, 48 Scheffel Hafer, 4½ Scheffel Erbsen, 14 Scheffel Heidekorn (Buchweizen) und 4½ Scheffel Lein. 1818 hatte der Ort elf Feuerstellen und 60 Einwohner. In der Regulierung der gutsherrlichen und bäuerlichen Verhältnisse, die 1837 in Stoßdorf durchgeführt wurde, wurde die Erbuntertänigkeit von zwei Kossätenwirtschaften abgeschafft. Den Kossäten wurden die „Spann- und Handdienste, mit Ausnahme der weiter zu leistenden Hilfsdienste, Geld- und Hühnerabgaben, der Gänsezehnt, das Garnspinnen und überhaupt sämtliche Leistungen, wozu diese beiden Kossätengutsbesitzerinnen bisher gegen die Gutsherrschaft verpflichtet gewesen sind“ erlassen, allerdings gegen Überlassung von bisher gemeinschaftlich genutzten Flächen. Die beiden Kossätenwirtschaften mussten ab 1828 dem Gut jährlich 18 Männer-Handtage und 6 Frauen-Handtage ohne Bezahlung leisten. Diese Hilfsdienste waren in Abhängigkeit von der Jahreszeit von Sonnenaufgang bis Sonnenuntergang zu leisten. Ab 1840 wurden diese Hilfsdienste durch eine Geldzahlung von 3 Talern, 22 Silbergroschen und 6 Pfennigen abgelöst. Diese konnte durch eine einmalige Zahlung in ungenannter Höhe abgelöst werden. Vor der Separation hatte das Gut eine Größe von 551 Morgen, nach der Separation von 591 Morgen. Der Grundbesitz der beiden Kossätenwirtschaften wurde dagegen fast halbiert, von zusammen 60 Morgen auf 34 Morgen. 1840 wurden schon 12 Häuser und 65 Einwohner gezählt. Es wurde damals als „Dorf nebst Häuslerwohnungen“ bezeichnet. Bis 1864 blieb die Zahl der Wohnhäuser konstant, die Einwohnerzahl stieg dagegen auf 91 an. Noch vor dem Ersten Weltkrieg kaufte die Grube Ilse-AG das Gut und zwei bäuerliche Wirtschaften je Hektar 4000 Mark. In der Kriegszeit wurde der Lauf des Flüsschen Wudritz mit Hilfe von russischen Kriegsgefangenen reguliert. 1960 kaufte die Grubenverwaltung der Deutschen Demokratischen Republik die restlichen Flächen auf. 26 Bewohner waren danach nach Cahnsdorf und Luckau umgesiedelt. 1963 rückte der Tagebau Jugend (Schlabendorf-Nord) auf das Dorf vor. Von da ab gab es Stoßdorf nicht mehr.
| Jahr      | 1818 | 1840 | 1864 | 1875 | 1890 | 1910 | 1925 | 1933 | 1939 | 1946 | 1950 |
| Einwohner | 60   | 65   | 91   | 71   | 83   | 90   | 90   | 83   | 68   | 110  | 107  |

### Kommunalpolitische Geschichte
Stoßdorf gehörte in der Frühen Neuzeit zum Luckauischen Kreis innerhalb des Kurfürstentum Sachsen, ab 1806 Königreich Sachsen. 1815 musste Sachsen die Niederlausitz an Preußen abtreten. Der Ort gehörte anschließend zum preußischen Landkreis Luckau, der durch einige Gebietsveränderungen aus dem alten Luckauischen Kreis entstanden war. Auch in der Kreis- und Gebietsreform von 1952 in der damaligen DDR verblieb Stoßdorf beim Kreis Luckau, der allerdings stark verkleinert und dem neugeschaffenen Bezirk Cottbus zugeordnet wurde.
Stoßdorf war im ausgehenden Mittelalter und frühen Neuzeit in erster Linie Rittergut. Bäuerlicher Grundbesitz beschränkte sich auf zwei Kossätenwirtschaften mit geringem Grundbesitz. Im Zuge der Steinschen Reformen entstand Anfang des 19. Jahrhunderts auch die Gemeinde Stoßdorf bzw. der Gemeindebezirk Stoßdorf. Im Jahre 1900 umfasste der Gemeindebezirk 20 ha, der Gutsbezirk 144 ha. Erst 1928 wurde der Gutsbezirk mit dem Gemeindebezirk zur Landgemeinde Stoßdorf vereinigt. 1956 wurde Stoßdorf nach Egsdorf eingemeindet. 1963 wurde der Ort devastiert. Die Dorfstelle liegt heute im ca. 77 ha großen Stoßdorfer See, der im Restloch des Tagebaus Schlabendorf-Nord geschaffen wurde. Das Ostufer des Stoßdorfer Sees ist Teil des Naturschutzgebietes Ostufer Stoßdorfer See zu dem auch nördlich, östlich und südlich angrenzende Flächen gehören.

### Kirchliche Zugehörigkeit

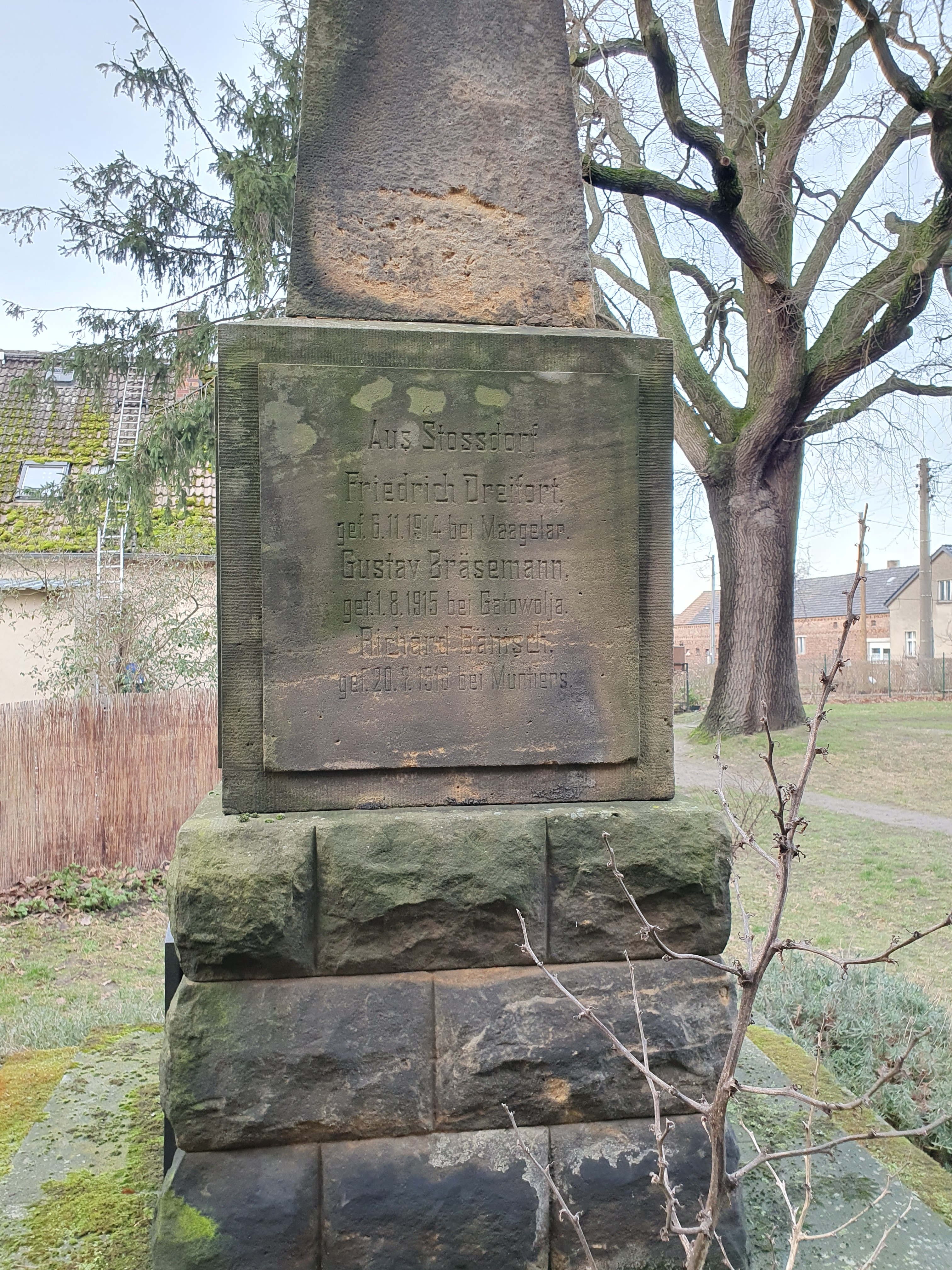
Namenstafel der Stoßdorfer am Gefallenendenkmal an der Stöbritzer Kirche

Stoßdorf hatte keine Kirche, sondern war immer eingepfarrt nach Stöbritz.

## Belege